# Sparkasse Erwitte-Anröchte
Die Sparkasse Erwitte-Anröchte war als Sparkasse eine Anstalt des öffentlichen Rechts in Nordrhein-Westfalen mit Sitz in Erwitte. Im Jahre 2017 fusionierte die Sparkasse mit der Sparkasse Lippstadt.

## Geschäftsgebiet und Träger
Das Geschäftsgebiet der Sparkasse Erwitte-Anröchte umfasste die Stadt Erwitte und die Gemeinde Anröchte im Kreis Soest. Träger der Sparkasse war der Sparkassenzweckverband der Stadt Erwitte und der Gemeinde Anröchte, dem beide Kommunen als Mitglieder angehörten.